# بابلو فرنانديز بلانكو
بابلو فرنانديز بلانكو (بالإسبانية: Pablo Fernández Blanco) (17 سبتمبر 1996 في إسبانيا - ) هو لاعب كرة قدم إسباني في مركز جناح ‏. لعب مع ريال سبورتينغ خيخون.

## وصلات خارجية
- بابلو فرنانديز بلانكو على موقع قاعدة بيانات كرة القدم.إي يو (الإنجليزية)
- بابلو فرنانديز بلانكو على موقع Soccerway.com (الإنجليزية)